# Johnny Kidd
Frederick Albert Heath (23. prosince 1935 – 8. října 1966) známý jako Johnny Kidd, byl anglický zpěvák a skladatel, který se proslavil jako hlavní zpěvák rock and rollové skupiny Johnny Kidd & the Pirates. Byl jedním z mála britských rockerů před Beatles, který dosáhl celosvětové slávy, hlavně díky hitu z roku 1960, „Shakin 'All Over“.
Johnny Kidd zemřel ve věku 30 let v roce 1966 při autonehodě na silnici A58 poblíž města Radcliffe v hrabství Lancashire. Vozidlo, ve kterém jel jako cestující, prodělalo čelní srážku s jiným vozidlem, ve kterém zemřela přítelkyně řidiče. Spolu s Kiddem byl ve voze také basista Nick Simper, který se později stal původním členem Deep Purple. Utrpěl jen šrámy a zlomeninu ruky.
Při zpětném pohledu měl Kidd hudebně i vizuálně důležitý dopad na žánr rockové hudby. Spolu s jeho současníkem Screaming Lord Sutchem se Kidd oblékal a upravoval speciálně na vystoupení, dlouho před skupinami jako Paul Revere & the Raiders nebo Alice Cooper a podobnými. Johnny Kidd & the Pirates byli přechodnou kapelou. Ještě před příchodem kapel jako The Rolling Stones, The Yardbirds a The Animals, nahrával Kidd hudbu, která kladla zvýšený důraz na elektrické blues a R&B.